# Sukagalih (Megamendung)
Sukagalih is een bestuurslaag in het regentschap Bogor van de provincie West-Java, Indonesië. Sukagalih telt 7959 inwoners (volkstelling 2010).